# Epidendrum viridibrunneum
Epidendrum viridibrunneum är en orkidéart som beskrevs av Heinrich Gustav Reichenbach. Epidendrum viridibrunneum ingår i släktet Epidendrum och familjen orkidéer. Inga underarter finns listade i Catalogue of Life.